# Bairnsdale
|                       | Jan  | Feb  | Mär  | Apr  | Mai  | Jun  | Jul  | Aug  | Sep  | Okt  | Nov  | Dez  |   |       |
| Mittl. Tagesmax. (°C) | 25,4 | 25,5 | 23,6 | 20,5 | 17,3 | 14,9 | 14,3 | 15,4 | 17,3 | 19,5 | 21,2 | 23,4 | ⌀ | 19,8  |
| Mittl. Tagesmin. (°C) | 12,6 | 12,6 | 11,1 | 8,5  | 6,7  | 4,8  | 3,8  | 4,3  | 5,8  | 7,5  | 9,4  | 11,1 | ⌀ | 8,2   |
|                       |      |      |      |      |      |      |      |      |      |      |      |      |   |       |
| Niederschlag (mm)     | 60,2 | 50,2 | 67,0 | 50,2 | 54,4 | 58,4 | 50,2 | 48,9 | 56,8 | 70,2 | 64,4 | 67,7 | Σ | 698,6 |
|                       |      |      |      |      |      |      |      |      |      |      |      |      |   |       |
| Regentage (d)         | 8,5  | 7,3  | 8,7  | 9,2  | 10,9 | 12,5 | 12,0 | 13,0 | 12,4 | 12,5 | 10,8 | 10,0 | Σ | 127,8 |

| 12,6 |

| 12,6 |

| 11,1 |

| 8,5 |

| 6,7 |

| 4,8 |

| 3,8 |

| 4,3 |

| 5,8 |

| 7,5 |

| 9,4 |

| 11,1 |

| 12,6 |

| 12,6 |

| 11,1 |

| 8,5 |

| 6,7 |

| 4,8 |

| 3,8 |

| 4,3 |

| 5,8 |

| 7,5 |

| 9,4 |

| 11,1 |

Bairnsdale [ˈbænsdæɪl] ist die Hauptstadt des lokalen Verwaltungsgebietes (LGA) East Gippsland Shire in Victoria, Australien. Neben Traralgon und Sale ist die Stadt eines der wirtschaftlichen Zentren im östlichen Victoria. Im Jahr 2016 hatte die Stadt 12.952 Einwohner.
Bairnsdale befindet sich etwa 285 km östlich von Melbourne. Zudem ist hier der Ausgangspunkt der Great Alpine Road, die durch die Australischen Alpen führt. In der Nähe befinden sich die Gippsland-Seen sowie die Bass-Straße.
Die Stadt liegt an einer Biegung des Flusses Mitchell, der sie zunächst im Norden und danach im Osten umfließt. Inzwischen gibt es allerdings auch Wohngebiete jenseits des Flusses. In unregelmäßigen Abständen kommt es zu Überschwemmungen, die allerdings nur die ufernahen Wohngebiete betreffen. Höchststände wurden vor allem in den 1870er und 1890er Jahren, sowie in den 1930er Jahren, 1949 und 1952 erreicht.
Nächstgelegene Städte bzw. Orte sind Paynesville, Lakes Entrance, Bruthen und Metung. Entlang des Princes Highway liegen im Westen Sale und Stratford sowie im Osten Orbost. Im Norden entlang der Great Alpine Road liegen Ensay, Swifts Creek, Omeo und Benambra.

## Geschichte
In der örtlichen Aborigine-Sprache hieß die Gegend von Bairnsdale Wy Yung (oder Wy-yung), was eine Art der Löffler bezeichnet, die dort vorkommen. Heute trägt ein Stadtteil nördlich des Mitchell diesen Namen.
Der Name der Stadt geht auf den Namen der Farm des Pioniers Archibald Macleod zurück, der seit dem Jahr 1844 am westlichen Ufer des Mitchell siedelte. Die Familie Macleods wanderte aus der Ortschaft Bernisdale auf der Insel Skye in Schottland hierher aus und so könnte es sich um eine Abwandlung des Namens handeln. Eine andere These lautet, dass er nach einer längeren Abwesenheit bei der Rückkehr etliche bairns, dies ist der schottisch-gälische Begriff für Kinder, vorfand. Wahrscheinlich ist auch, dass es sich auch um eine Verbindung beider Erklärungsversuche handelt, also eine Wandlung von ‚Bernis‘ nach ‚Bairns‘ stattgefunden hat.
Am östlichen Ufer des Mitchell entstand bereits ab 1842 eine weitere Siedlung unter dem Namen Lucknow, benannt nach der indischen Stadt Lakhnau. Aufgrund des mit den 1850er Jahren einsetzenden Goldrauschs wuchs die Siedlung schnell. Nach einer offiziellen Untersuchung der Gegend am westlichen Ufer des Mitchell im Jahr 1859 wurde ab 1860 nach und nach Land für weitere Ansiedlungen verkauft. Schon Mitte der 1860er Jahre lebten dort ungefähr 300 Menschen. Während dieser Zeit wurde auch ein Hafen in Bairnsdale eröffnet, der die Entwicklung der Ortschaft weiter begünstigte. So konnten die in der Gegend produzierten landwirtschaftlichen Erzeugnisse schneller zu den Märkten, vor allem nach Melbourne transportierte werden. Hauptsächlich wurde Weizen angebaut, später gewannen noch Hopfen und Mais an Bedeutung. Auch Viehzucht war eine wichtige Einnahmequelle. Im Jahr 1888 wurde Bairnsdale an das Schienennetz angeschlossen, was zu einem deutlichen Rückgang des Schiffsverkehrs führte. Die Wirtschaftskrise der 1890er Jahre beendete vorerst die positive Entwicklung des Ortes. Erst in den 1920er begann er wieder zu wachsen, da nun in der Gegend auch Obst und Gemüse angebaut wurden. Auch die „Landflucht“ der 1970er beendete die stetige Entwicklung des Ortes nicht. Im Jahr 1990 erhielt Bairnsdale Stadtrechte.
| Bevölkerungsentwicklung | Bevölkerungsentwicklung |
| Jahr                    | Einwohner               |
| ----------------------- | ----------------------- |
| 1865                    | 300                     |
| 1871                    | 900                     |
| 1891                    | 3.270                   |
| 1947                    | 4.644                   |
| 1976                    | 9.130                   |
| 1991                    | 10.770                  |
| 2006                    | 11.282                  |
| 2016                    | 12952                   |

## Wirtschaft und Infrastruktur
Wirtschaft
Bairnsdales Wirtschaft ist heute von der Landwirtschaft, der Fischerei und der Forstwirtschaft geprägt. Entsprechende Weiterverarbeitungsbetriebe für diese Produkte haben sich daher angesiedelt. Beispielsweise ist der bekannte Hersteller von Meat Pies „Patties Pies“ hier ansässig. Auch der Tourismus spielte eine bedeutende Rolle für Stadt und Region.
Verkehr
Die Stadt liegt verkehrsgünstig am Princes Highway, einem Teil des australischen National Highway 1, der Adelaide mit Melbourne und Sydney verbindet.
Bairnsdale verfügt heute zudem über eine Eisenbahnverbindung nach Melbourne, die von der staatlichen „V/Line“ betrieben wird. Der Bahnhof von Bairnsdale ist heute zugleich Endpunkt der Linie. Im Jahr 1888 wurde die Stadt an das Schienennetz angeschlossen, wobei zwischenzeitlich im August 1993 der Personen- und im Dezember 1995 schließlich auch der Frachtverkehr eingestellt wurde. Die Wiedereröffnung der Linie erfolgte für den Frachtverkehr Mitte 1999 und für den Personenverkehr im Mai 2004.
Der Flughafen von Bairnsdale (IATA-Flughafencode: BSJ, ICAO-Code: YBNS) verfügt über zwei Asphaltbahnen und ist der Heimatflughafen der Fluggesellschaft „Bairnsdale Air Charter“. Er geht auf ein Flugfeld der Vorkriegszeit zurück. Während des Zweiten Weltkriegs wurde der Flughafen kurzzeitig von einer Flugausbildungsstaffel der Royal Australian Air Force genutzt. Seit 1950 finden auch Passagierflüge statt.
Bildung
Neben Kindergärten und verschiedenen Grundschulen gibt es in Bairnsdale auch zwei höhere Schulen, zum einen das staatliche „Bairnsdale Secondary College“ mit etwa 1200 Schülern und zum anderen das private katholische „Nagle College“ mit 800 Schülern. Der tertiäre Bildungsbereich wird in beschränktem Umfang vom „East Gippsland Institute of TAFE“, TAFE steht hierbei für Technical and Further Education (deutsch Technische und weiterführende Ausbildung), abgedeckt.

## Sehenswürdigkeiten
Stadt
Eine der bedeutendsten Sehenswürdigkeiten von Bairnsdale sind die Wandmalereien in der römisch-katholischen Kirche St Mary’s. Sie wurden während der Weltwirtschaftskrise vom arbeitslosen italienischen Künstler Francesco Floreani geschaffen.
Sehenswert ist auch der Mittelstreifen der Main Street. Im Stadtzentrum sind ca. 500 Meter als Gartenanlage angelegt, in der sich das Ehrenmal für die Gefallenen der beiden Weltkriege sowie die 1993 restaurierte historische Rotunde aus dem Jahr 1910 befinden.
Natur
Der Mitchell mündet unweit eines Steilhangs, genannt Eagle Point, in den King-See als einem der Gippsland-Seen. Zwischen Bairnsdale und dem Steilhang gibt es riesige Landzungen aus Schlamm, die weltweit nach denen an der Mündung des Mississippi in den USA, die zweitgrößten sind.
In Bairnsdale ist Ausgangspunkt des „East Gippsland Rail Trail“, eines Reit-, Wander- und Radfahrweges, der entlang einer aufgelassenen Bahnstrecke 100 km in östlicher Richtung zum Ort Obrost führt.

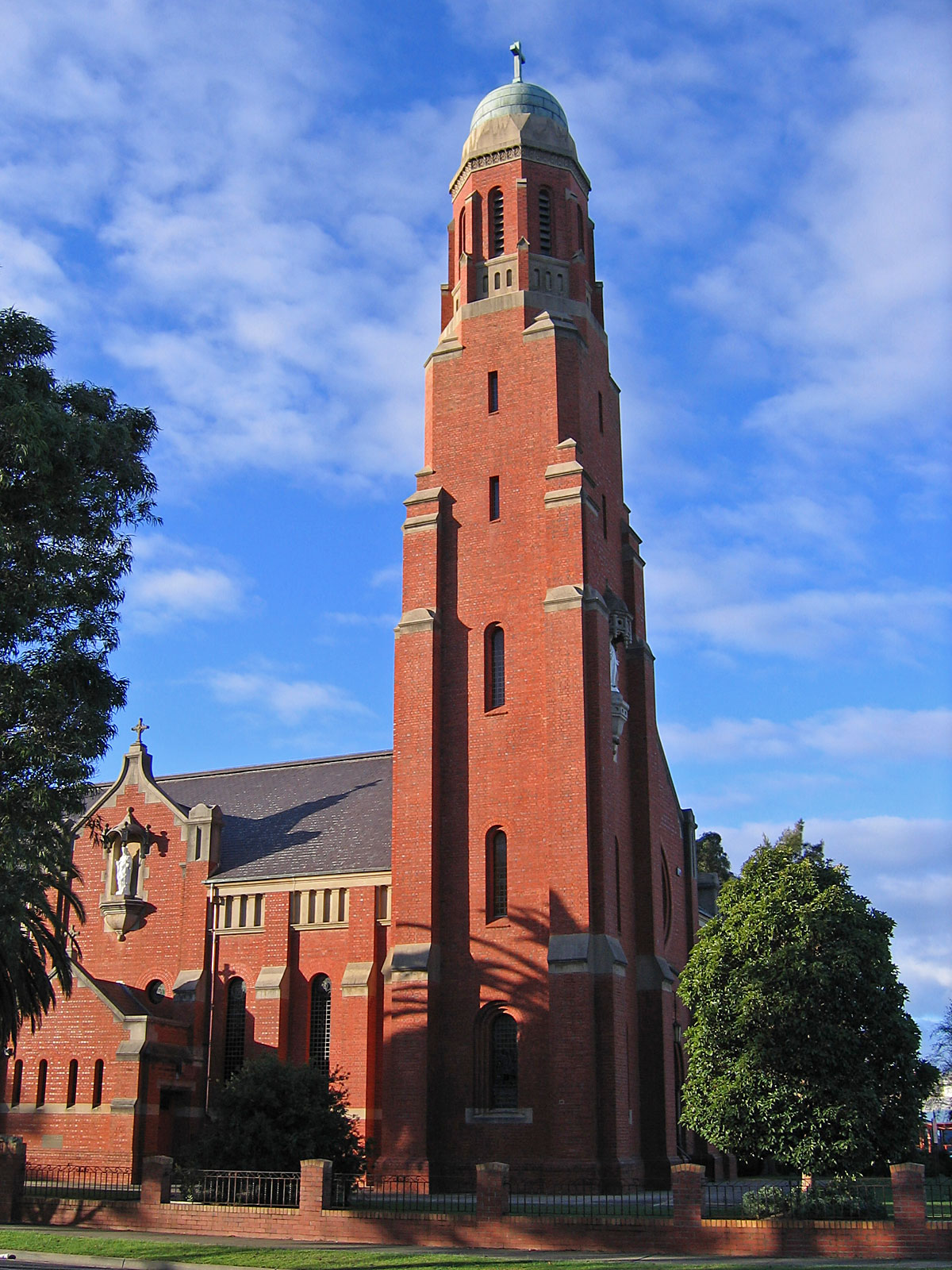
St Mary's
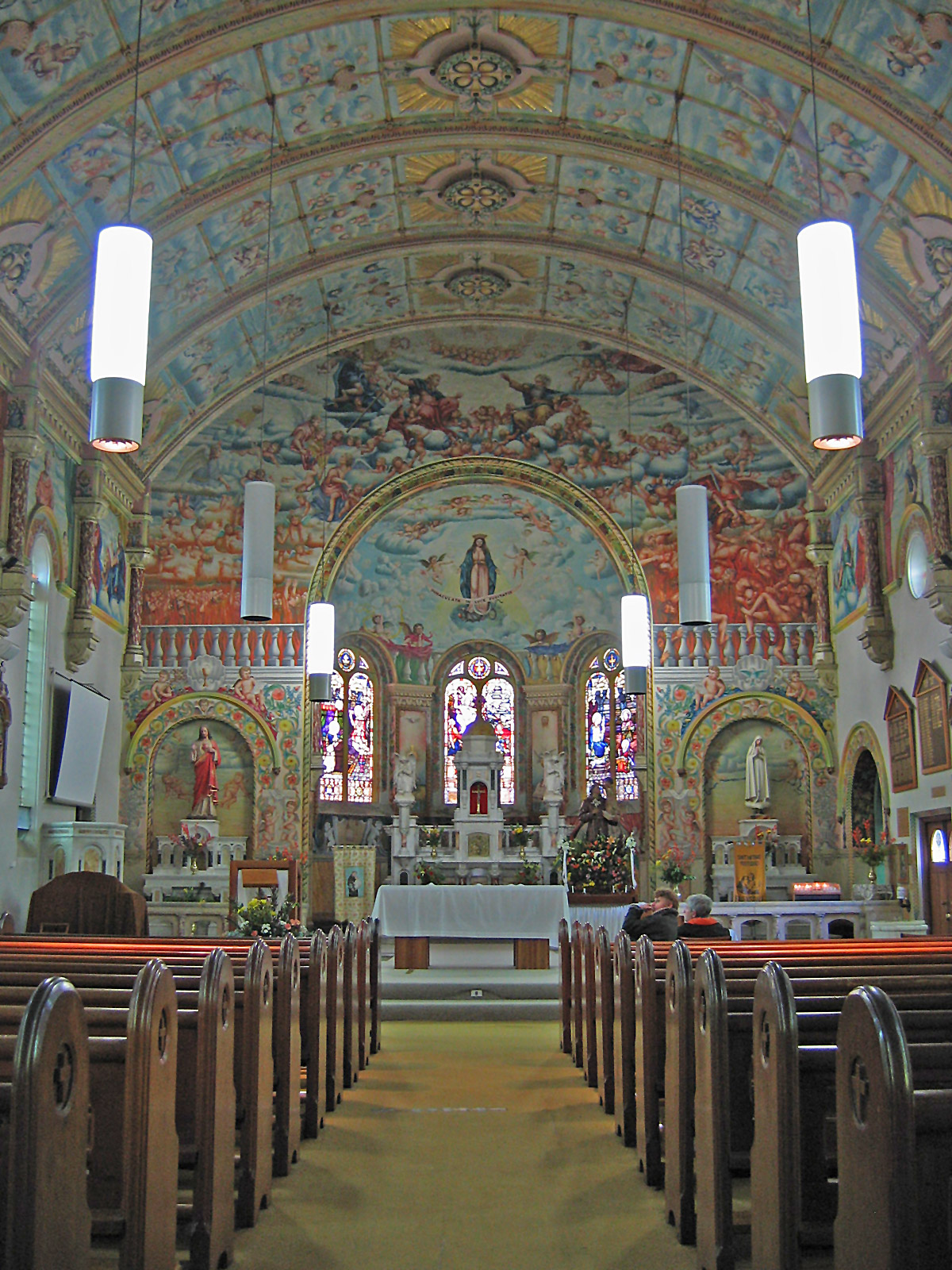
St Mary's (innen)
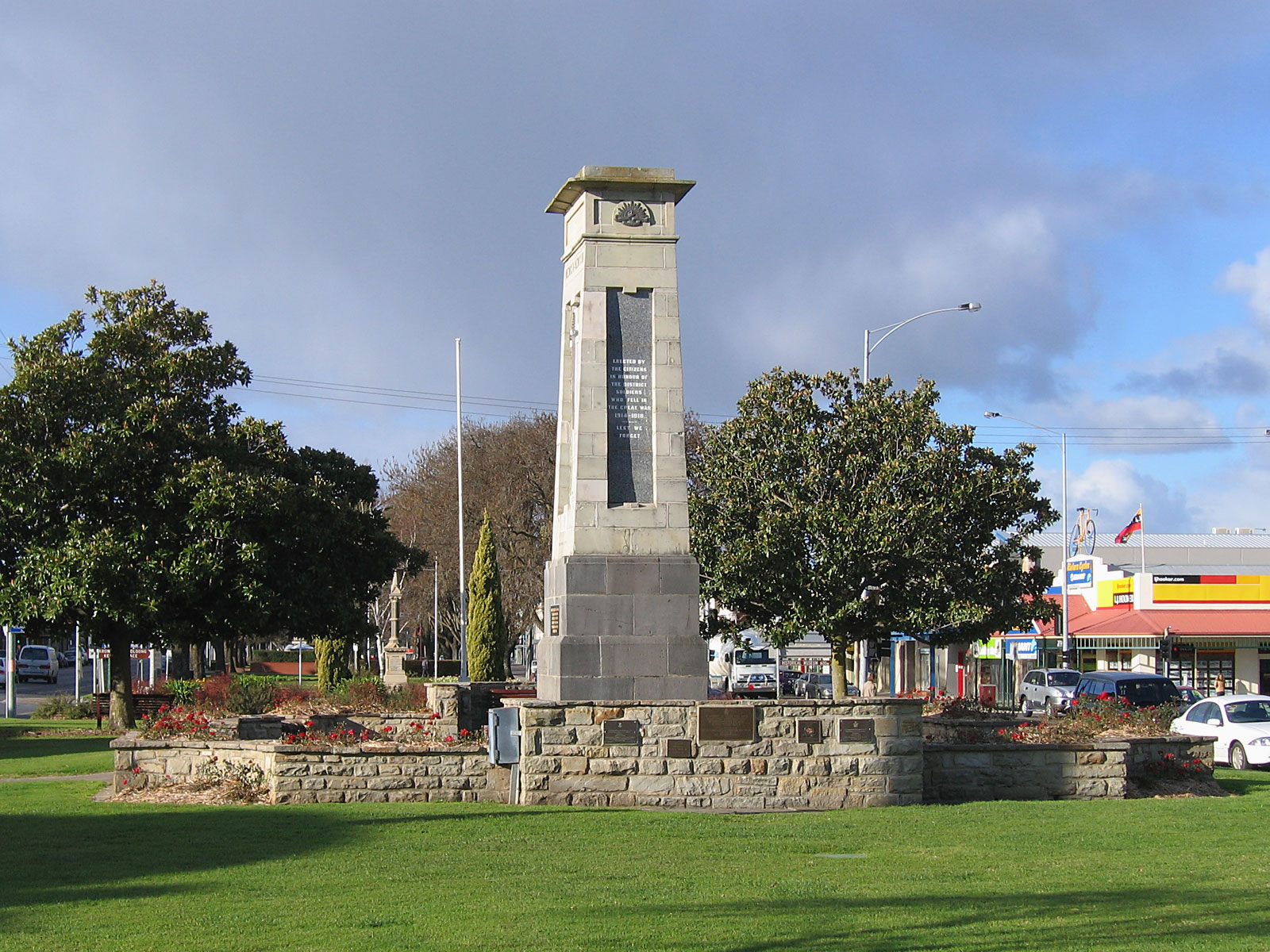
Ehrenmal
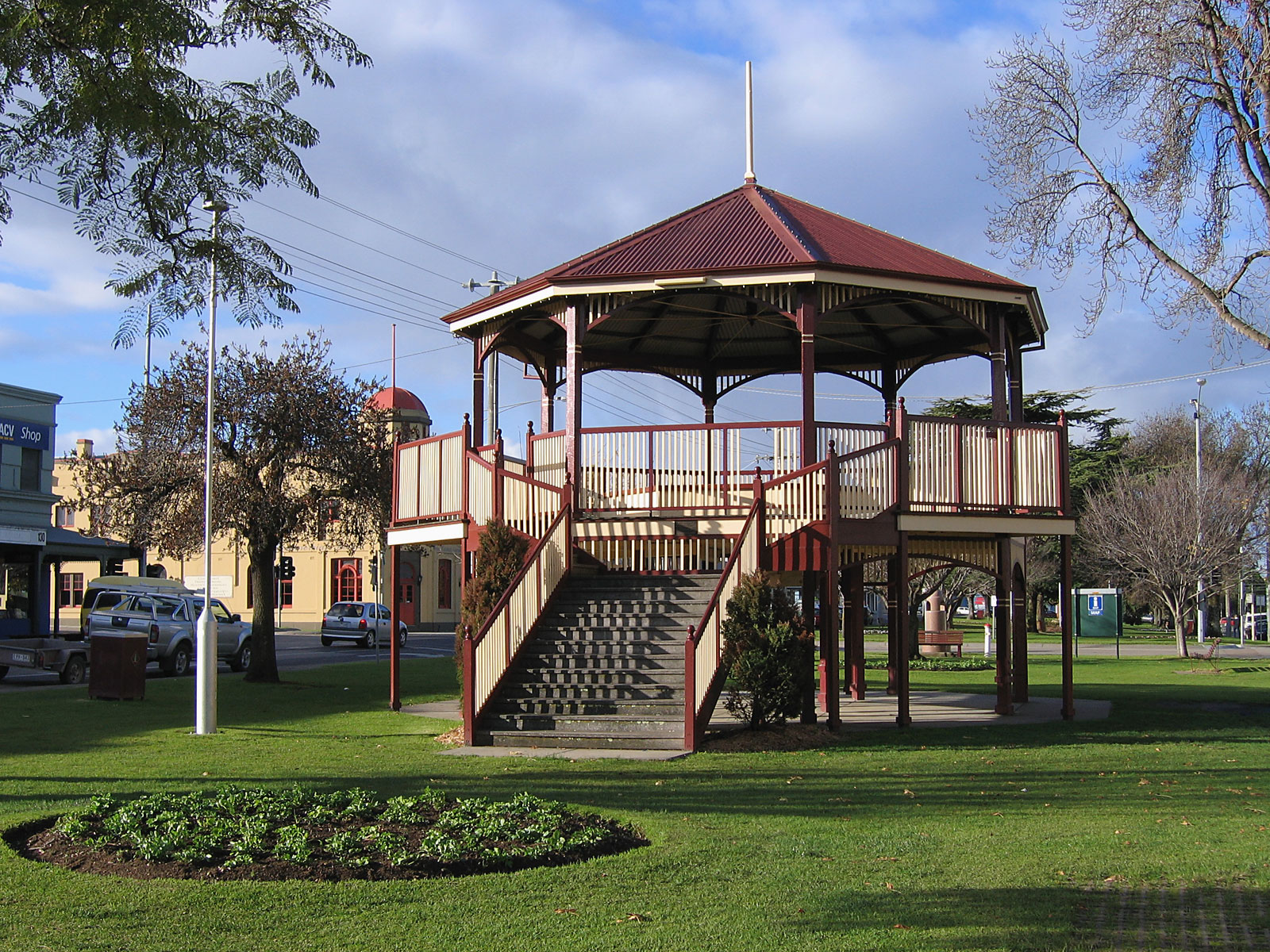
Rotunde
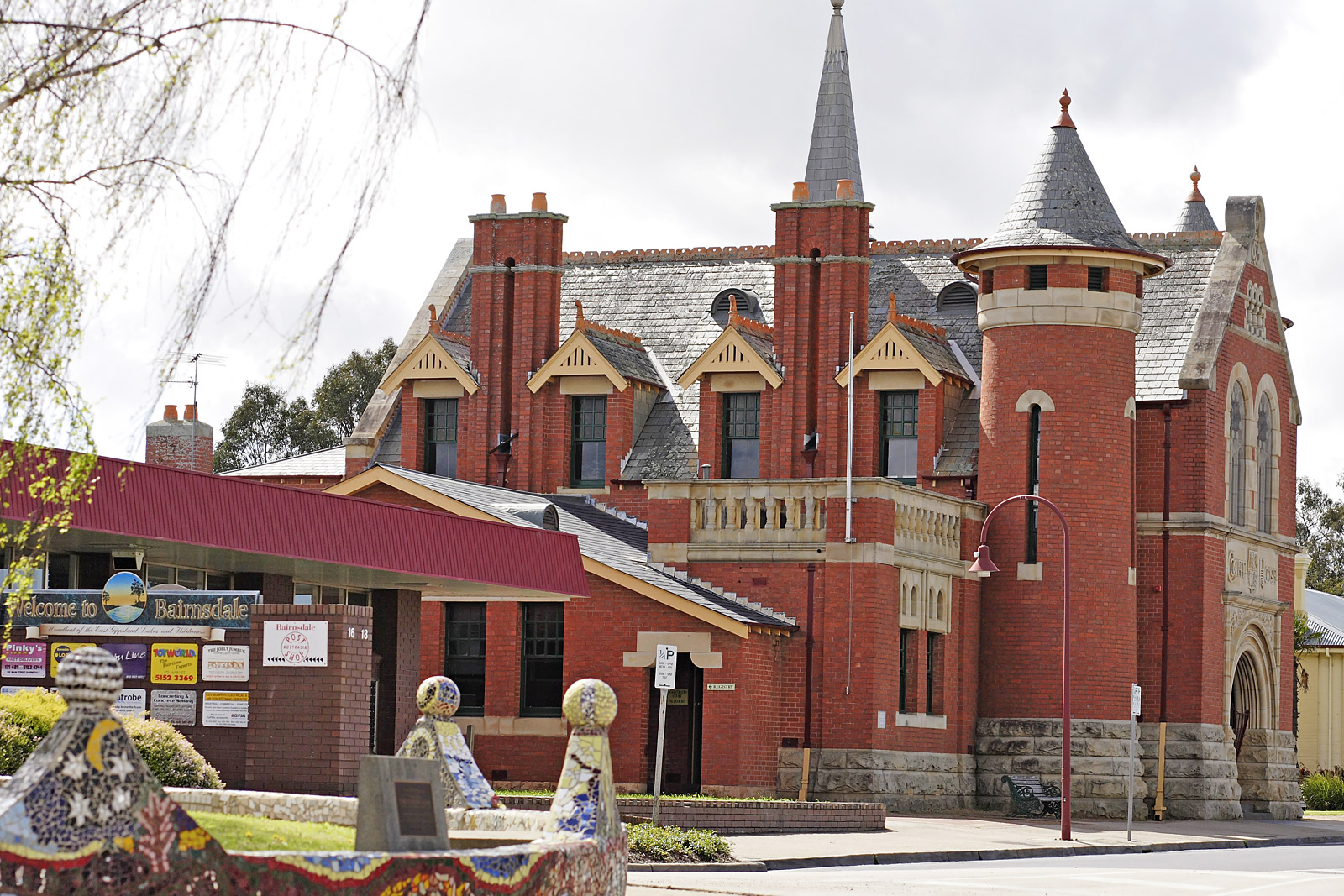
Gerichtsgebäude

## Persönlichkeiten aus Bairnsdale
- Hubert Clifford (1904–1959), Komponist und Dirigent
- Leiv Warren Donnan (* 1938), Maler, Grafiker, Zeichner und Kunsterzieher
- Michael Joseph McKenna (* 1951), Bischof von Bathurst
- Sophie Molineux (* 1998), Cricketspielerin